# Station Como San Giovanni
Het station Como San Giovanni (Italiaans: Stazione di Como San Giovanni) is een spoorwegstation in de stad Como in de Noord-Italiaanse provincie Como in de regio Lombardije.
Het station ligt ten zuidwesten van het stadscentrum en is een van de drie stations nabij het stadscentrum van Como. De andere twee stations zijn station Como Lago en station Como Nord Borghi en liggen beide op een andere spoorlijn dan station Como San Giovanni.
Het station is het eerste station op de spoorlijn Como-Lecco en is het laatste station op de spoorlijn Milaan-Chiasso voordat deze de grens over gaat met Zwitserland. Sinds 2008 vinden er echter geen structurele grenscontroles meer plaats als gevolg van de Verdragen van Schengen.
Het station wordt beheerd door Rete Ferroviaria Italiana en bediend door spoorwegmaatschappij Trenitalia.

## Geschiedenis
Op 27 juli 1875 werd het station geopend met de inauguratie van de sectie Albate–Como van de spoorlijn Milaan-Chiasso.